# Elsa Cross
Elsa Cross (en español: ⓘ) (Ciudad de México, 6 de marzo de 1946) es poeta, ensayista y traductora. Ha desarrollado paralelamente una actividad literaria y una carrera académica. En 1964 participó en el taller literario de Juan José Arreola, al mismo tiempo que empezaba su carrera de Filosofía en la Universidad Nacional Autónoma de México (UNAM), donde obtuvo, con honores, los grados de maestría y doctorado en esa disciplina, y donde es profesora titular de filosofía de la religión. Ejerce tanto la docencia como la investigación y es autora de seis libros de ensayo y numerosos artículos publicados en libros y revistas especializadas. 
Su actividad más importante se ha dado en el campo de la poesía. Su primera publicación data de 1966. Su Poesía completa (1964-2012), apareció en el Fondo de Cultura Económica en 2012; de los veintinueve títulos que contiene, siete recibieron premios en México y otros países. Entre sus poemarios más recientes, no incluidos en ese volumen, se encuentran Insomnio (2016), Nepantla (2019) e Isla Negra (2023). Se han traducido y publicado en otros países quince libros de poemas suyos, y sus poemas han sido incluidos en más de un centenar de antologías en América, Europa y Asia.  
A lo largo de las últimas seis décadas ha participado con lecturas de poemas en innumerables festivales de poesía, encuentros de escritores y ferias del libro, así como con conferencias magistrales, conferencias y ponencias en congresos, coloquios y simposios académicos, en veintidós países. Su docencia ha tenido como ejes una introducción a las visiones no dualistas de la filosofía de la India, desplegada en seis cursos semestrales consecutivos; una introducción a los cultos mistéricos del mundo antiguo, particularmente griego, en otros seis cursos consecutivos y la mitología comparada, impartida como seminario. Ha dado también un curso de poética y taller de poesía. Los temas de estos cursos han inspirado muchos de sus ensayos.
A lo largo de su carrera, recibió becas de diversas instituciones en México y otros lugares. Fue becaria del Centro Mexicano de Escritores en 1972 y 1979, y del Fondo Nacional para las Artes, 1981. Entre 1994 y 2016, en que tuvo diversos apoyos del Fondo Nacional para la Cultura y las Artes (FONCA), en México, escribió diez y seis libros de poesía dos de ensayo, y otros más de traducción. A partir de esta última fecha es creadora emérita del propio FONCA. Entre otras, tuvo residencias artísticas y académicas en el International Writing Program (Iowa University; 1981), en la India para investigación en diversas bibliotecas durante su trabajo de doctorado (Indian Council of Cultural Relations; 1990), en París, para traducir a Yves Bonnefoy (Diréction du Livre et de la Lecture; 1994), en Rodas para un trabajo de poesía (Waves of Three Seas / UNESCO; 2000) y también, en una estancia de investigación, invitada por la Universidad del Egeo campus Rodas (2007). 

«Cross es una de las voces más personales de la última poesía latinoamericana. Su obra, ya considerable, reúne algunos de los poemas más perfectos entre los escritos por las últimas generaciones mexicanas. Digo voz y no escritura poética porque la poesía, aunque se escriba, sobre todo se dice. Dos notas opuestas se conjugan armoniosamente en Elsa Cross: la complejidad del pensamiento y la diafanidad de dicción».
Octavio Paz

“Hay en esta poesía una presencia del mundo que nos rodea, de la naturaleza y sus misterios, que se ha hecho cada día más rara y menos profunda en los poetas de nuestro continente. La poesía de Elsa Cross tiene una condición visionaria que es para mí esencial en la poesía llamada a permanecer en la memoria de los hombres.”
Álvaro Mutis

## Premios
- Premio Mazatlán de Literatura. Por el libro Isla Negra (2024)
- Premio Internacional Alfonso Reyes. (2023)
- Premio Casa Bukowski Internacional de Poesía, Chile / España. (2022)
- Premio al mérito literario Rosario Castellanos, otorgado en México por el Senado de la República. (2022)
- Premio del Ministerio de Bienes Culturales de Italia a Bomarzo, por el libro y la traducción (de Stefano Tedeschi) (2020)
- Premio Iberoamericano de Poesía Ramón López Velarde. (2019)
- Premio Poetas del Mundo Latino Víctor Sandoval. (2017)
- Premio Nacional de Artes y Literatura, (rama de Lingüística y Literatura). (2016)
- Premio Poestate, Lugano, Suiza. (Compartido con Alberto Ruy-Sánchez). (2015)
- Medalla Bellas Artes. (2012)
- Premio Roger Caillois (Littérature Latino-Américaine), por el libro Jaguar et autres poèmes (Tr. Claude Couffon). (2010)
- Premio Universidad Nacional por Creación Artística y Extensión de la Cultura. (2009)
- Premio Xavier Villaurrutia por el libro Cuaderno de Amorgós. (Se otorgó también a Pura López Colomé por un libro suyo). (2007)
- Premio de Poesía Jaime Sabines / Gatien Lapointe 2007 (Quebec, Canadá), por el libro Les Songes. Élégies (Trad. Dominique Soucy). (2007)
- Premio Internacional de Poesía Jaime Sabines, por el libro Moira. (1992)
- Premio Nacional de Poesía Aguascalientes (INBA), por el libro El diván de Antar. (1989)
- Primer premio de poesía en el Concurso Nacional de la Juventud (SEP a través de la Dirección General de Derechos de Autor), por el libro La dama de la torre. (1971)
- Premio Diana Moreno Toscano, a la promesa literaria. (Jurado: Octavio Paz, Juan José Arreola, Rubén Bonifaz Nuño, Héctor Azar y José Luis Martínez). (1967)

## Algunas distinciones
- Homenaje a la obra de Elsa Cross. Segundo Coloquio de Escritoras, Biblioteca Iberoamericana Octavio Paz, Guadalajara, Jalisco, 16 y 17 de octubre de 2023.
- I Encuentro de Poetas Iberoamericanos. (Con sede en la Ciudad de México). Homenaje a Sor Juana Inés de la Cruz y Elsa Cross. Ayuntamiento de Salamanca, España, et al, 25 de septiembre al 4 de octubre de 2023.
- Cátedra de Poesía Iberoamericana Elsa Cross, inaugurada en la Universidad del Claustro de Sor Juana el 19 de julio de 2018, con numerosos eventos anuales hasta la fecha.
- Homenaje por 70 años de edad. Secretaría de Cultura de la Ciudad de México y Casa del Poeta, 17 de noviembre de 2016. (Mesas redondas sobre su trabajo).
- Homenaje a la poeta Elsa Cross. Entrega de la Flama Universitaria. Universidad Autónoma de Nuevo León y Capilla Alfonsina. Monterrey, N. L. 18 de noviembre de 2014.
- Homenaje a Elsa Cross. IX Jornadas Internacionales de Poesía Latinoamericana, Universidad de Tennessee Knoxville y Benemérita Universidad Autónoma de Puebla. (Mesas redondas sobre su trabajo). Puebla, Pue. 19 al 21 de junio de 2014.
- Reconocimiento a la obra de Elsa Cross. VI Encuentro Nacional de Jóvenes Escritores, Acapulco, Guerrero, del 9 al 12 de octubre de 2013.
- Adaptación y escenificación teatral de la directora Lorena Maza, de la traducción de Elsa Cross del poema sumerio Inanna. Diosa del Cielo y de la Tierra (Conaculta, 2010). Teatro El Galeón, 2012.
- Medalla Juan Manz Alaniz, Agrupación para las Bellas Artes, Ciudad Obregón, Sonora, 2012.
- Consejo Cultural Mundial (World Cultural Council) reconocimiento especial por trayectoria artística. Saltillo, Coahuila, el 12 de noviembre de 2005.
- Homenaje de Elsa Cross. XII Festival Internacional de Otoño, en Matamoros, Tamaulipas. Publicación de la antología Puerto Bagdad, octubre de 2004.
- Reconocimiento nacional por trayectoria literaria y difusión de la cultura. Fundación Cultural Galerías, 7 de marzo de 2003.
- Festival de Poesía Ramón López Velarde 2002. Dedicado a la obra de Elsa Cross, Gloria Gervitz y Elva Macías. Universidad Autónoma de Zacatecas, 4 al 7 de diciembre de 2002.
- Coloquio Lenguaje y Literatura 2001, dedicado a la obra de Elsa Cross.  Instituto de Cultura de Yucatán, Mérida, 28 al 30 de noviembre de 2001.
- Espejo al sol: Treinta años de poesía, (Coord. David Huerta).  Casa del Poeta. (Tres mesas redondas). Agosto-septiembre de 1996.

## Libros de poemas
- Isla Negra, Ediciones Era, Colección Alacena, México, 2023.
- Libro de horas, Fondo Editorial Universidad Autónoma de Querétaro, Colección Libro Mayor, Querétaro, 2020.
- Nepantla, Ediciones Era, Col. Alacena, México, 2019.
- Insomnio, Ediciones Era, México, 2016.
- Atrapasueños. Universidad Autónoma de Nuevo León, Col. Palabra en Poesía, Monterrey, N. L., 2014.
- Escalas, Instituto de Cultura de Morelos, Cuernavaca, Morelos, 2012.
- Singladuras, Poemas desde la India, Parentalia Ediciones, México, 2010.
- Nadir, Consejo Nacional para la Cultura y las Artes (Conaculta), Col. Práctica Mortal, México, 2010.
- Bomarzo, Ediciones Era /Conaculta, México, 2009. [Reedición de Conaculta para distribuirse en todas las bibliotecas del país, 2012).
- Visible y no / Seen and Unseen (Ed. bilingüe; trad. John Oliver Simon), Ediciones sin nombre, México, 2008. [Reeditado por Alja en 2014.]
- Cuaderno de Amorgós, Editorial Aldus, México, 2007.
- Visiones del Niño Rām / Visions of the Child Rām (Ed. Bilingüe. Tr. Martha Black Jordan, con monotipos de Shaila Patricia de la Fuente) Oro de la Noche Ediciones, México, 2004.
- El vino de las cosas. Ditirambos, Ediciones ERA / Conaculta, México, 2004.
- Ultramar. Odas, Fondo de Cultura Económica, Serie Letras Mexicanas, México, 2002,
- Los sueños. Elegías, Conaculta, Col. Práctica Mortal, México, 2000.
- Cantáridas, Juan Pablos Editor / Ediciones sin nombre, México, 1999.
- Urracas, Editorial Aldus, México, 1995.  Ilustrado con tintas de Carmen Parra.
- Poemas desde la India, México, Universidad Autónoma Metropolitana, Casa del Tiempo, Margen de poesía Núm 18, 1993. (Reeditado como Singladuras: 2010).
- Moira, Gobierno del Estado de Chiapas, Tuxtla Gutiérrez, 1993.
- Casuarinas, UNAM, Colección El ala del tigre, México, 1992.
- Jaguar, Ediciones Toledo, México, 1991.
- El diván de Antar, Joaquín Mortiz, México, 1990.
- Pasaje de fuego, Joan Boldó i Climent, México,1987.
- Canto malabar, Fondo de Cultura Económica, México, 1987.
- Baniano, Editores Mexicanos Unidos, México, 1986.
- Bacantes, Artífice Ediciones, México, 1982.
- Tres poemas (Espejo al sol. Las edades perdidas. Pasaje de fuego), UNAM, Cuadernos de poesía, México, 1981.
- La dama de la torre, Editorial Joaquín Mortiz, México, 1972.
- Naxos, Ollin. Revista de Cultura, México, 1966.

## Antologías y complicaciones
- El mar color de vino, Secretaría de Cultura, INBAL, Universidad Autónoma de Nuevo León, Monterrey, N. L., 2023, [Plaquette conmemorativa del Premio Internacional Alfonso Reyes].
- Inflexiones de la luz, Salto mortal, Guadalajara, Jal., 2019.
- Más rojo bajo el sol. Poemas sobre el vino, Vaso Roto Ediciones / Conaculta, Monterrey, N. L., 2014.
- Poesía completa (1964-2012), Fondo de Cultura Económica, México, 2012 (792 pp.).
- Canto malabar y otros poemas, La Otra / Universidad Autónoma de Nuevo León, Monterrey, N. L., 2012. (Reedición de tres libros).
- Bacantes y otros poemas, Benemérita Universidad Autónoma de Puebla, Colección La Abeja de Perséfone, Puebla, Pue., 2010.
- Naxos. Antología personal, Red Utopía / Jitanjáfora, Serie Poesía, Morelia, Mich., 2005.
- Puerto Bagdad. Poemas sobre el mar, Libros del Estero, Matamoros, Tam., 2004.
- Monzón. Poemas desde la India (Antología), Ediciones del Ermitaño, Minimalia, México, 2004.
- Jaguar y otros poemas, Conaculta, Serie Lecturas Mexicanas, México, 2002.
- Espirales. Poemas escogidos 1965-1999, Prólogo: Jorge Fernández Granados, UNAM, Colección Poemas y Ensayos, México, 2000.
- De lejos viene, de lejos va llegando, México, Biblioteca del ISSSTE, 1999.
- Canto malabar y otros poemas, Conaculta, Serie Lecturas Mexicanas, México, 1994.
- Elsa Cross, Selección y nota introductoria de David Huerta, UNAM, Material de Lectura, Serie Poesía Moderna, México, 1991
- Espejo al sol. Poemas 1964-1981, SEP/Plaza y Valdés, Serie El Nigromante, México, 1989.

## Publicaciones en otros países
- Bomarzo, (Edición bilingüe. Trad. Stefano Tedeschi), Roma, Fili d’Aquilone, 2019.
- Bomarzo, (Ed. bilingüe. Trad. Lawrence Schimel), Bristol, UK, Shearsman Books, 2019.
- Amorgos Notebook (Ed. bilingüe. Trad. Tony Frazer y Luis Ingelmo), Shearsman Books, Bristol, UK. 2018.
- Beyond the Sea (Ed. bilingüe. Trad. Anamaría Crowe Serrano de Ultramar y El vino de las cosas) Shearsman Books, Bristol, UK. 2016.
- Más rojo bajo el sol. Poemas sobre el vino, Madrid, España, Vaso Roto, 2015.
- Topographies. Dialogues entre poésie et peinture. [Poemas sobre pintura de Teresa Rubio. Catálogo de exposición en el Cloître des Cordelieres, Oct-Nov, 2015.  Ed. bilingüe. Trad. Philippe Chéron], UNAM / SRE / Sorbonne Universités, México - París, 2015.
- Visible y no / Seen and Unseen (Ed. bilingüe. Trad. John Oliver Simon), Charleston, South Carolina, USA, Alja, 2014.
- Naxos. Antologia Pessoal (Trad. al portugués de Ariadne Costa y Renato Rezende), Rio de Janeiro, Brasil, Circuito, 2014.
- Botgach (Baniano), (Trad. al bengalí de Shukti Roy), Anusha, Kolkata (Calcuta), India, 2012.
- Selected Poems, (Varios traductores), Shearsman Books, Exeter, UK, 2009.
- Jaguar et autres poémes, (Ed. bilingüe, Trad. Claude Couffon), Éditions Caractères, París, Francia, 2009.
- Les songes. Élégies / Los sueños. Elegías, (Ed. bilingüe. Trad. Dominique Soucy), Québec, Canadá, Écrits des Forges / México, UNAM, Coordinación de Difusión Cultural, 2003.
- Bacchantes and Other Poems, (Ed. bilingüe. Trad. John Oliver Simon. El libro se comparte con Translations of Light, de John Oliver Simon). Instituto de México, SRE, San Antonio, Texas, 2003.
- El diván de Antar, Palmart Capitelum, Ciudad de Valencia, España, 2000.
- Miroir au soleil, (Presenté par Octavio Paz. Trad. par Fernand Verhesen), Le Cormier, Bruselas, Bélgica, 1996.
- Amor el más oscuro. Profils poétiques des pays latins, Niza, Francia, 1968.

## Libros de ensayo
- El dios que danza. Un acercamiento a la estética y las artes escénicas de la India, Facultad de Filosofía y Letras de la UNAM, Colección Heúresis, México, 2023.
- Un templo en el oído. Ensayos sobre el mito y lo sagrado. Bonilla Artiga Editores, México, 2022.
- El Lejano Oriente en la poesía mexicana, Introducción, selección y glosario. México, Universidad Autónoma de Sinaloa, UNAM, Universidad Autónoma de Nuevo León y Vaso Roto Ediciones, 2022.
- Puerta del Este. Ensayos sobre mito, arte y pensamiento de la India. Coordinación General de Publicaciones, UNAM, Colección Heterodoxos, México, 2019.
- Acuario. Artículos y ensayos sobre poesía, Universidad Veracruzana, Xalapa, Veracruz, 2016.
- Los dos jardines. Mística y erotismo en algunos poetas mexicanos. Ediciones sin nombre / Conaculta, Colección La Centena.  Serie de Ensayo, México, 2003.
- La realidad transfigurada. En torno a las ideas del joven Nietzsche, Facultad de Filosofía y Letras, Colección Seminarios, UNAM, México, 1985.

## Literatura para niños
- Tía Chita y Jerónimo, cuento. (Ilustraciones de Silvia Luz Alvarado), Editorial Planeta, Ediciones Destino, México, 2006.
- El himno de las ranas, poema (Ilustraciones de Lucia Zacchi), CIDCLI-CNCA, México, 1992 (Cuatro reimpresiones).

## Traducciones
- La locura divina. Poetas místicas de la India, Introducción, selección y traducciones, México, Ediciones Era, 2019.
- La espera / The Waiting de Usha Akella. (Ed. bilingüe. Prefacio y trad. del inglés). Mantis Editores / Secretaría de Cultura, Gobierno de Jalisco, Guadalajara, Jal. 2019.
- El secreto del reconocimiento del Ser. (Pratyabhiñāhṛdayam) de Kṣemarāja [Trad. de la edición y versión al inglés de Jaideva Singh), Facultad de Filosofía y Letras, UNAM, México, 2019. [Edición fuera de comercio].
- Las uvas de Zeuxis, de Yves Bonnefoy, (Ed. bilingüe. Prólogo y trad. del francés). México, Ediciones ERA, 2013.
- Ramprasad. Canciones a Kali, Antología poética. Prólogo, (Selec. y trad. del francés). Kolkata (Calcuta), India, Indo-Hispanic Society, 2012.
- Sibilas, de Ruth Fainlight. (Ed. bilingüe. Pról. y trad. del inglés) El Tucán de Virginia / Conaculta, México, 2010.
- Inanna. Reina del Cielo y de la Tierra (Trad. del inglés de la edición y traducción del sumerio de Samuel Noah Kramer y Diane Wolkstein), Conaculta, Colección Los Cien del Mundo, México, 2010.
- Poemas de amor del antiguo Egipto. (Pról. y trad. del inglés de las versiones de Ezra Pound y Noel Stock). Hotel Ambos Mundos, México, 2000.
- Espacios entre palabras, de Martha Black Jordan. (Trad. del inglés), El Tucán de Virgina, México, 1999.
- En la antología El Mismo y otro / Le Mème et Autre (Ed. Bernard Noel), trad. de poemas de André Velter, El Tucán de Virginia, México, 1996.
- Poemas escogidos 1947-1993 de Yves Bonnefoy.  Selección y traducciones de Ulalume González de León y de Elsa Cross, México, Editorial Vuelta, 1995.
- En Una antología de la poesía norteamericana desde 1950. (Ed. Eliot Weinberger), trad. de poemas de Gary Snyder. Ediciones del Equilibrista, México, 1992.
- Shri Rudram (Trad. del inglés de un himno del Yajur Veda), SYDA Foundation, New York, 1990.
- Canto por un equinoccio, de Saint-John Perse. (Prólogo y trad.), UNAM, México, 1986. 2ª edición, Ácrono, 2006.

## Inclusión en antologías
Desde 1975 la poesía de Elsa Cross ha sido incluida en un centenar de antologías publicadas en diecisiete países.  
Libros
- Oscar Kaleb Gómez Gutiérrez, Largo camino hacia la luz. El mito de Orfeo y la iniciación mistérica en la poesía de Elsa Cross, Universidad de Guadalajara, Colección Graduados. Serie Sociales y Humanidades, Guadalajara, Jal., 2022.

Algunas tesis, conferencias y ponencias
- The Oriental Influence in Elsa Cross, de Pamela Susan Ayres, Master of Fine Arts, Writing Program at Vermont College of Fine Arts, Summer-Fall 2017. [Tesis de Maestría].
- La influencia de la India en escritores mexicanos contemporáneos, de María del Carmen Melones Ramos. Tesis de doctorado en Letras, Universidad Complutense de Madrid, 2015. (Se dedican varios capítulos al trabajo de Elsa Cross).
- Construcción de una estética mística a partir del análisis intertextual de la obra de Elsa Cross, de Afhit Hernández Villalba. Tesis de doctorado en Literatura Comparada, Facultad de Filosofía y Letras. UNAM, 2015.
- Aproximaciones al mito en Naxos de Elsa Cross, de Lourdes Maribel Cabrera Ruiz. Tesis de Maestría en Español, Escuela Normal Superior de Yucatán, Mérida Yucatán, 2010.
- El poder del erotismo: Canto Malabar de Elsa Cross, de Lourdes Maribel Cabrera Ruiz. Tesis de licenciatura en Literatura Latinoamericana, Facultad de Ciencias Antropológicas, Universidad Autónoma de Yucatán, 2006.
- La poética del viaje en Elsa Cross, de Flor Díaz de León Fernández de Castro. Tesina de licenciatura en Letras, Universidad Autónoma Metropolitana / Azcapotzalco, México, 2004.
- Poesía mística en siete poetas mexicanos, de Hanan El Mejdoubi. Tesis doctoral, Universidad Complutense de Madrid, 2003. (Se dedica a Canto malabar, la segunda parte del último capítulo de la tesis).
- “Poesía e iluminación en la obra de Elsa Cross”, de Alejandro Higashi. Conferencia. XXII Jornadas Lopezvelardeanas y entrega del Premio Iberoamericano de Poesía Ramón López Velarde a Elsa Cross, Museo Zacatecano, Zacatecas, julio de 2019.
- “Elsa Cross y su relevancia en la poesía mexicana contemporánea”, de Rocío Cerón y Eva Castañeda. Conferencia. 32 Feria Universitaria del libro. Primer Encuentro de Poesía, Universidad Autónoma del Estado de Hidalgo, agosto de 2019.
- “La influencia de la mitología grecolatina en la obra de Elsa Cross”, de María del Carmen Melones. Ponencia. Congreso Mitos Clásicos y Prehispánicos en la Literatura Latinoamericana, Università La Sapienza, Roma, 22 de septiembre de 2017.
- “La vuelta al origen, en Jaguar”, de Jason Pettigrew, IX Jornadas Internacionales de Poesía Latinoamericana: Homenaje a Elsa Cross, Universidad de Tennessee Knoxville y Benemérita Universidad Autónoma Puebla,  junio de 2014.
- “La poesía de Bomarzo”, de Gabriel Hernández Espinosa, IX Jornadas Internacionales de Poesía Latinoamericana: Homenaje a Elsa Cross, Universidad de Tennessee Knoxville y Benemérita Universidad Autónoma de Puebla, 2014.
- “Sobre Escalas de Elsa Cross, de Kenia Cano. XXXV Feria Internacional del Libro del Palacio de Minería, febrero de 2014.
- “A Elsa Cross”, de Claudia Fernández. Feria del libro de Guatemala 2013.
- “Poesía completa de Elsa Cross”, de Malva Flores. Feria Internacional del Libro Universitario (FILU), Universidad Veracruzana, Xalapa, abril de 2013.
- “Aproximaciones melódicas y místicas a un poema de Elsa Cross”, de Damiana Leyva Loria. XVII Congreso de Literatura Mexicana Contemporánea, Universidad de Texas en El Paso, marzo de 2012.
- “Elsa Cross, una voz femenina del misticismo mexicano”, de María de los Ángeles Manzano Añorve. XVII Congreso de Literatura Mexicana Contemporánea, Universidad de Texas en El Paso, marzo de 2012.
- “La canción de Arnaut de Elsa Cross”, de Ana Franco. Congreso Magia y Religión, Facultad de Filosofía y Letras, UNAM, octubre de 2008.
- “Elsa Cross: la mirada en el centro”, de Blanca Luz Pulido, Coloquio Lenguaje y Literatura 2001, Secretaría de Cultura, Mérida, Yucatán, 2001.
- “Elsa Cross: un long parcours vers la lumière”, de Elva Macías. Première Rencontre avec le Méxique: Histoire, Littérature et Culture, Université du Littoral / Boulogne-sur–mer / UNAM, noviembre de 2000.
- “La poesía de Elsa Cross”, de Blanca Rodríguez. Ponencia. XI Encuentro Nacional de Escritores e Investigadores en la Frontera Norte, Universidad Autónoma de Ciudad Juárez, octubre de 2000.
- “Canto malabar de Elsa Cross”, de Blanca Rodríguez. Poetic Discourses at Play: Hispanic, Luso-Brasilian and Latino: A Poetry Conference, Universidad de California en Irvine, abril de 2000.

Algunos ensayos y artículos en libros y revistas
- “Percepción y construcción en la obra de Elsa Cross / Perception and Construction in Elsa Cross’ Poetry” de Alejandro Higashi. Literatura Mexicana, Centro de Estudios Literarios, Instituto de Investigaciones Filológicas, UNAM México, febrero, 2020,
- Elsa Cross: creación de la identidad espiritual”, en el libro El fuego y lo que arde. Diez poetas mexicanos del siglo XX de León Guillermo Gutiérrez, Cuernavaca, Fondo Editorial del Estado de Morelos, 2020.
- “Alquimia para alcanzar el misterio: la poesía de Elsa Cross”, de Angélica Tornero, en Historia crítica de la poesía mexicana Tomo II, México, Fondo de Cultura Económica, Conaculta, 2015.
- “Elsa Cross, carta de París” en el libro La danza de los rumbos de Adolfo Castañón, Cuernavaca, Instituto de Cultura de Morelos, 2012.
- “La presencia inabarcable: Ultramar de Elsa Cross” en el libro Tanteos de Josu Landa, México, Afínita Editorial, Colección Ensamble, 2009.
- “Elsa Cross” en el libro Lluvia de letras, de Adolfo Castañón, México, Difusión   Cultural UNAM, 2007.
- “El nacimiento del fruto” [Sobre Urracas], en el libro Lámpara de mano de Luis Vicente de Aguinaga, Guadalajara, Universidad de Guadalajara, Ediciones Arlequín, 2004.
- “Hermetismo y transparencia: Elsa Cross y José Emilio Pacheco” de Nora Pasternac, en Escrituras en contraste. Femenino / masculino en la literatura mexicana del siglo XX, México, Editorial Aldus, 2004.
- “Elsa Cross: el ritual del viaje” de Alberto Paredes en su compilación Una temporada de poesía. Nueve poetas mexicanos recientes (1966-2000), México, Conaculta, Serie Sello Bermejo, 2004.
- “La dama de la torre de Elsa Cross, de Elisa García Bustos, en Cuadernos de Didáctica 2, Universidad Pedagógica Nacional, Unidad Morelos, marzo del 2002 (18 pp).
- “Elsa Cross: Acecho al maestro invisible”, de Adolfo Castañón, en Arbitrario de Literatura Mexicana. Paseos I, México, Editorial Vuelta, 1993; Lectorum, 2002.
- “Poetas que mienten demasiado. Sobre el poema Bacantes, de Elsa Cross” de Blanca Rodríguez, en Haz de palabras. Ocho poetas mexicanos recientes, (Ed. Alberto Paredes), México, Difusión Cultural, UNAM, 1999.
- “El sueño de la poesía en El Diván de Antar” de Arántzasu Ortega Larrocea, en Haz de palabras. Ocho poetas mexicanos recientes, (Ed. Alberto Paredes), México, Difusión Cultural, UNAM, 1999.

Algunas entrevistas y semblanzas aparecidas en libros
- 101 Mujeres en la historia de México” de Alina Amozurrutia, México, Grijalbo Mondadori, 2012.
- Hacedoras de historias y poesía. El rostro femenino de las letras de Rogelio Cuéllar. México, INBA, 2012.
- Cofradía de poetas (Ed. Raúl Godínez), “En el camino entre la filosofía y la literatura”, México, Tintanueva, 2006,
- Retratos y autorretratos (De Griselda Álvarez a Ángeles Mastretta), “El habla de las cosas”, México, Conaculta-INBA, 2006.
- Voces desdobladas / Unfolded Voices. Retratos de mujeres poetas de México y Estados Unidos. (Ed. María Vázquez Valdez), “Todo cede a la luz / Everything Dissolves into the Light” México, UAM / Ediciones Alforja, 2004.
- La palabra dicha. Entrevistas con escritores mexicanos (Ed. Gerardo Ochoa Sandy). “Uno no puede dar nada si está vacío” México, Conaculta, 2000.
- El poeta en un poema (Ed. Marco Antonio Campos) Textos de Difusión   Cultural, UNAM, México, 1998.
- De frente y de perfil. Semblanzas de Poetas de Myriam Moscona, Departamento del Distrito Federal, México, 1994.
- EntreVistas. Diez escritoras mexicanas desde bastidores de Erna Pfeiffer. “Escribir es romperse muchas veces”, Vervuert Verlagsgesellschaft, Frankfurt, 1992.